# Roger de Blois
Roger de Blois genannt de Beauvais († 24. Juni 1024) war Kanzler von Frankreich und später Bischof von Beauvais (Roger I.) Er war der erste Comte-Évêque von Beauvais.

## Leben

### Familie
Roger de Blois oder de Beauvais hat eine unklare Abstammung, ebenso wie seine nachgewiesene Schwester Héloïse de Pithiviers (oder Helvide, Helvise). Er wurde zunächst als Sohn von Odo I., Graf von Blois († 1037), und seiner Frau Bertha von Burgund († um 1010) dargestellt, doch diese These wird heute nicht mehr vertreten;
- Der Historiker Léon-Honoré Labande vertrat in seiner Abschlussarbeit Histoire de la ville de Beauvais (1890) eine andere Position. Die von den Historikern Christian Settipani[4] und François Doumerc[5] zitierte Hypothese besagt, dass Roger in agnatischer und kognatischer Linie von den Grafen von Laon und den Grafen von Bassigny-Bolenois abstammt, wie übrigens auch der Pfalzgraf Hugues de Beauvais, der in diesem Schema der Bruder von Roger und Héloïse de Pithiviers ist. Alle drei hätten jedoch keine Verbindung mehr zum Haus Blois. Außerdem können die Roger zugeschriebenen Bezeichnungen Blois oder Champagne nicht allein durch die Treue zu den Grafen dieses großen Hauses erklärt werden; bei dem Namen Beauvais kann er zwar auf sein Bischofsamt in Beauvais hinweisen – aber Pfalzgraf Hugues trägt ihn auch – und man kann daran erinnern, dass die Blois damals die weltlichen Grafen von Dreux und Beauvais waren.

Ein Manuskript des Abbé d’Espagnac greift eine andere Hypothese auf: Rogers Vater wäre danach Hugues de Blois, Erzbischof von Bourges, Sohn von Theobald I. von Blois, was die agnatische Verbindung zum Haus Blois aufrechterhält; er wäre dann der Neffe des Grafen Odo I. von Blois und der Cousin ersten Grades von Odo II. Roger und seine Schwester Héloïse wären außerdem Kinder von Helvise, einer Tochter von Roger II., Graf von Laon und Bolenois. Die Namen Roger und Helvise/Helvide/Héloïse finden sich bei den Grafen von Laon: es gäbe also eine kognitive Verbindung zu dieser Familie. Aufgrund der eben erwähnten Überschneidungen wäre er tatsächlich der Bruder des Pfalzgrafen Hugues de Beauvais.
Mit Sicherheit ist Héloïse de Pithiviers, Ehefrau von Renart de Nogent, Seigneur de Broyes seine Schwester und er somit der Onkel mütterlicherseits von Odalric/Oury, Bischof von Orléans.

### Kirchliche und politische Laufbahn
Roger wurde 995 als Nachfolger Gerbert von Aurillacs Kanzler der Königs Hugo Capet († 996) und dann dessen Nachfolger Robert der Fromme. Um 999 folgte er Hervé auf dem Bischofssitz von Beauvais. Unter seinem Episkopat wurde die weltliche Grafschaft Beauvais genauer mit dem Bistum vereint. Roger de Blois schloss 1015 ein Abkommen mit seinem möglichen Cousin Odo II. von Blois, Graf von Beauvais, und erhielt einige Grafschaftsrechte zurück (aber noch nicht die gesamte Grafschaft: Die Annexion der Grafschaft durch die Bischöfe von Beauvais war ein langer Prozess vom 10. bis zum 12. Jahrhundert; das Abkommen von 1015, das sich also nur auf Teilrechte bezog, wurde möglicherweise im Tausch gegen die Herrschaft Sancerre geschlossen).
Roger schenkte diese Grafschaftsrechte der Kirche von Beauvais und kündigte damit die zukünftigen Grafenbischöfe von Beauvaisis an, die später Pair von Frankreich wurden.
Nach 986 erhielt er die Herrschaft über die Abtei Notre-Dame de Coulombs von seinem angeblichen Vater Hugo von Blois zurück. Er begann mit der Reform, die von seinem Neffen Odalric/Oury von Orléans fortgesetzt wurde.
Nach 1007, als sein mutmaßlicher Bruder Hugues de Beauvais starb, übernahm er das Amt des Vertreters des Grafen von Chartres und Blois in der Grafschaft Dreux (die Blois waren eine Zeit lang Grafen von Dreux). Er war der einzige, der die Grafen von Chartres und Blois in der Grafschaft Dreux vertrat.